# Elena Baltacha
Elena Baltacha (født 14. august 1983 i Kyiv, Sovjetunionen, navngivet: Jelena Sergejevna Baltatja, død 4. maj 2014 i Ipswich) var en kvindelig professionel tennisspiller, der boede i Storbritannien. Hun var datter af fodboldspilleren Sergej Baltatja og søster til fodboldspilleren Serhei Baltacha, jr.
Elena Baltachas højeste rangering på WTAs single rangliste var nummer 49, som hun opnåede 13. september 2010. I double er den bedste placering nummer 211, som blev opnået 17. januar 2011. 
Elena døde af leverkræft den 4. maj 2014.